# Schausinna
Schausinna is een geslacht van vlinders van de familie spinners (Lasiocampidae).

## Soorten
- S. affinis Aurivillius, 1910
- S. clementsi (Schaus, 1897)
- S. regia (Grünberg, 1910)